# 2024 RW1
2024 RW1, désignation temporaire CAQTDL2, est un petit astéroïde et météoroïde (~1 m), à la fois astéroïde Apollon et membre du groupe d'Alinda, découvert par Jacqueline B. Fazekas dans le cadre du Mount Lemmon Survey le 4 septembre 2024.
Cet astéroïde s'est désintégré dans l'atmosphère terrestre juste à l'est des côtes de l'île de Luçon (18,0° N, 122,9° E), au nord des Philippines, le 4 septembre 2024 à 16 h 39 min 32 s UTC (le 5 septembre 2024 à 0 h 39 min 32 s heure normale des Philippines). Il s'agit du neuvième astéroïde détecté et suivi dans l'espace avant sa chute sur Terre. L'observation du bolide depuis la surface de la Terre a été limitée à cause du typhon Yagi (en).
Selon Peter Jenniskens, la fragmentation précoce observée dans les vidéos enregistrées de l'est de Luçon, l'augmentation précoce de la luminosité du météore, le long sillage et les nombreux éclats, combinés à la faible inclinaison de l'orbite d'impact et au demi-grand axe, placent l'astéroïde dans le groupe d'Alinda — un ensemble d'astéroïdes en résonance de moyen mouvement 3:1 avec Jupiter — et suggèrent que 2024 RW1 pourrait avoir été un objet de type chondrite carbonée CM2.
Selon le CNEOS, la désintégration a eu lieu à 25 kilomètres d'altitude à une vitesse de 19,7 km/s. L'énergie totale rayonnée fut de 6,2 × 1010 joules et l'énergie totale calculée de l'impact de 0,2 kt. Ceci correspond à un impacteur d'une masse de 4 400 kg et d'un diamètre de 1,5 à 1,8 mètre selon sa densité (probablement 1,4-1,5 m si c'est une chondrite carbonée).